# Jean-Jacques Beineix
Jean-Jacques Beineix (Paris, 8 de outubro de 1946 – 13 de janeiro de 2022) foi um realizador, produtor e argumentista de cinema francês.

## Carreira
Jean-Jacques Beineix começou de 1964 a 1967, como assistente de Jean Becker na série televisiva Les saintes chéries. Foi ainda assistente de Claude Berri e de Claude Zidi. Só em 1981, dirigiu o seu primeiro filme - Diva - que alcançou enorme sucesso de público e de crítica, tendo obtido quatro Cesars, incluindo de melhor primeiro filme, e vencido o Festival de Cinema da Figueira da Foz. Já a sua segunda longa-metragem - La Lune dans le Caniveau -, interpretada por nomes tão conhecidos como Gérard Depardieu e Nastassja Kinski, foi um fracasso de crítica e de bilheteira.
Em 1986 realizou 37°2 le matin, com Béatrice Dalle e Jean-Hugues Anglade, nomeado para o Oscar do Melhor filme estrangeiro.
Beineix morreu em 13 de janeiro de 2022, aos 75 anos de idade.

## Filmografia
- 1977: Le Chien de Monsieur Michel (curta-metragem)
- 1980: Diva
- 1983: La lune dans le caniveau
- 1986: 37°2 le matin
- 1989: Roselyne et les Lions
- 1992: IP5 : L'île aux pachydermes
- 1992: Les Enfants de Roumanie (documentário)
- 1993: Otaku : fils de l'empire du virtuel (documentário)
- 1994: Place Clichy sans complexe (documentário)
- 1997: Assigné à résidence (documentário)
- 2001: Mortel transfert
- 2002: Loft Paradoxe (documentário)